# Ліпіче-Гурне
Ліпіче-Гурне (пол. Lipicze Górne) — село в Польщі, у гміні Гощанув Серадзького повіту Лодзинського воєводства.
Населення — 61 особа (2011).
У 1975-1998 роках село належало до Серадзького воєводства.

## Демографія
Демографічна структура станом на 31 березня 2011 року:
|          | Загалом | Допрацездатний вік | Працездатний вік | Постпрацездатний вік |
| -------- | ------- | ------------------ | ---------------- | -------------------- |
| Чоловіки | 34      | 5                  | 22               | 7                    |
| Жінки    | 27      | 4                  | 12               | 11                   |
| Разом    | 61      | 9                  | 34               | 18                   |